# Operación Café
La Operación Café, también conocido como La recaptura de Víctor Polay Campos, fue un operativo policial realizado por la Policía Nacional del Perú el 9 de junio de 1992 cuyo objetivo fue la captura de Víctor Polay Campos, líder de la organización terrorista Movimiento Revolucionario Túpac Amaru (MRTA) que había fugado de prisión en 1990.

## Preliminares
En 1989, Víctor Polay Campos había sido detenido por Miguel Amoretti Alvino durante la Operación Hotel. Un año después, Polay Campos junto a importantes miembros del MRTA se fugaron del penal Castro Castro. El GEIN, creado por Benedicto Jiménez, estableció la Operación Fortuna, que logró la captura de Alberto Gálvez Olaechea y otros importantes mandos emerretistas el 31 de mayo de 1991. Sin embargo, el paradero de Polay Campos era un misterio. El 19 de abril de 1992 se logró la captura de Peter Cárdenas Schulte, "número dos" de la organización.

## Desarrollo
El 9 de junio de 1992 se dio inicio al operativo policial que culminó con la captura de Polay Campos. El MRTA estaba con los preparativos para su I Congreso Nacional. Polay Campos fue detenido, junto a un lugarteniente, mientras tomaba un café en el distrito de San Borja. Cuando fue presentado ante la prensa, Polay Campos manifestó: "No me arrepiento de nada". Fue recluido en el Penal de Yanamayo. Tras su recaptura, el MRTA quedó en manos de Néstor Cerpa Cartolini, quien años después protagonizó la toma de la residencia del embajador de Japón.